# Franciszek Kubala
Franciszek Andrzej Kubala (ur. 7 listopada 1893 w Białej Krakowskiej, zm. między 13 a 14 kwietnia 1940 w Katyniu) – kapitan administracji (piechoty) Wojska Polskiego, ofiara zbrodni katyńskiej.

## Życiorys
Urodził się 7 listopada 1893 w Białce Krakowskiej, w rodzinie Andrzeja i Franciszki z Adamców.
Żołnierz armii gen. Hallera. Dekretem z dnia 9 września 1920 został przyjęty do Wojska Polskiego z byłej armii gen. Hallera „z zatwierdzeniem posiadanego stopnia jako warunkowego z powołaniem do czynnej służby aż do demobilizacji” i otrzymał przydział służbowy do 53 pułku piechoty Strzelców Kresowych. Uczestnik wojny polsko-bolszewickiej. W 1921 roku rozkazem L.1987 został odznaczony po raz pierwszy Krzyżem Walecznych w zamian za Amarantową Wstążkę otrzymaną w Armii gen. Hallera.
W okresie międzywojennym pozostał w wojsku. W 1922 gazeta „Polska Zbrojna” informowała na swych łamach, że Kubala ma do odebrania Krzyż Walecznych w siedzibie Generalnego Inspektoratu Artylerii (adiutantura gen. Hallera). W 1923 służył 53 pułku piechoty w stopniu porucznika ze starszeństwem z dniem 1 czerwca 1919 i 810 lokatą w korpusie oficerów piechoty. W 1924 awansował do stopnia kapitana ze starszeństwem z dniem 15 sierpnia 1924 i 400 lokatą w korpusie oficer piechoty, został przeniesiony do 3 pułku strzelców podhalańskich. W 1928 jako oficer nadetatowy 3 pułku strzelców podhalański pełnił służbę w Korpusie Kadetów Nr 2. W marcu 1930 został przeniesiony do 2 pułku strzelców podhalańskich w Sanoku. W 1938 był już przeniesiony w stan spoczynku jako oficer korpusu administracji (grupa administracyjna). Pozostawał w ewidencji Komendy Rejonu Uzupełnień Bielsko. Posiadał przydział do Oficerskiej Kadry Okręgowej Nr V. Był przewidziany „do użycia w czasie wojny”.
W sierpniu 1939 zmobilizowany. Podczas kampanii wrześniowej walczył w 22 pułku piechoty jako dowódca kompanii gospodarczej. Został wzięty do niewoli przez Sowietów. Początkowo przetrzymywany w obozie przejściowym we Frydrychówce. Według stanu na 19 i 26 listopada, a także 2 grudnia 1939 był jeńcem obozu w Kozielsku. Między 3 a 5 kwietnia 1940 przekazany do dyspozycji naczelnika Zarządu NKWD Obwodu Smoleńskiego – lista wywózkowa bez numeru poz. 36 nr akt 2889 z 2 kwietnia 1940. Został zamordowany między 4 a 7 kwietnia 1940 w lesie katyńskim przez funkcjonariuszy Obwodowego Zarządu NKWD w Smoleńsku oraz pracowników NKWD przybyłych z Moskwy na mocy decyzji Biura Politycznego KC WKP(b) z 5 marca 1940. Ofiary tej zbrodni grzebano w bezimiennych mogiłach zbiorowych, gdzie od 28 lipca 2000 mieści się oficjalnie Polski Cmentarz Wojenny w Katyniu. W miejscu tym prowadzone były ekshumacje i prace archeologiczne. Zidentyfikowany podczas ekshumacji prowadzonej przez Niemców w 1943 pod numerem 2266 – dosł. opisany jako Kubala Franciszek Andreas (raport dzienny z 16 maja 1943). Przy jego szczątkach znaleziono: list oraz trzy pisma z MSWojsk. w sprawie orzeczeń emerytalnych. Figuruje na liście Komisji Technicznej PCK pod numerem 02266. Jego nazwisko znajduje się na liście ofiar opublikowanej w Gońcu Krakowskim nr 137, w Nowym Kurierze Warszawskim nr 141 z 1943. W Archiwum Robla (pakiet  0765-08, 14, 15, 16) znajduje się notatnik znaleziony przy szczątkach porucznika rezerwy Pawła Brusa, w którym Kubala został wymieniony pod datą 25.09.1939 z podaniem imienia Franciszek z dopiskiem „poznany wczoraj”, jak również pod datami 19.11.1939, 26.11.1939 i (z tytułem kapitana) bez 12/02/1939 podania imienia. Krewni do 1946 poszukiwali informacji przez Biuro Informacji i Badań Polskiego Czerwonego Krzyża w Warszawie.

### Życie prywatne
Franciszek Kubala mieszkał w Białej Krakowskiej. Miał żonę Helenę i córkę Elfrydę.

## Ordery i odznaczenia
- Krzyż Walecznych dwukrotnie[9]
- Srebrny Krzyż Zasługi – 1938 „za całokształt zasług w służbie wojskowej”[13]
- Medal Zwycięstwa[9]
- Krzyż Kampanii Wrześniowej – pośmiertnie 1 stycznia 1986

## Upamiętnienie
5 października 2007 minister obrony narodowej Aleksander Szczygło mianował go pośmiertnie na stopień majora. Awans został ogłoszony 9 listopada 2007 w Warszawie, w trakcie uroczystości „Katyń Pamiętamy – Uczcijmy Pamięć Bohaterów”.
13 kwietnia 2016, w ramach akcji „Katyń... pamiętamy” / „Katyń... Ocalić od zapomnienia”, w ogrodzie Pałacu Prezydenckiego został zasadzony Dąb Pamięci poświęconego wszystkim Ofiarom Zbrodni Katyńskiej, certyfikat z numerem 1.